# رالف بوستون
 رالف بوستون (انگلیسی: Ralph Boston؛ زادهٔ ۹ مهٔ ۱۹۳۹) یک ورزشکار پرش طول اهل ایالات متحده آمریکا است. او نخستین کسی‌ست که رکورد ۲۷ پا (۸٫۲ متر) را زد.